# Фельско, Карл Иоганн
Карл Иоганн Фельско (нем. Karl Johann Felsko; 18 мая 1844 года, Рига — 1918, Рига) — лифляндский прибалтийско-немецкий архитектор. Один из ведущих архитекторов во время строительного бума в Риге конца XIX — начала XX века.

## Биография
Сын главного архитектора Риги Иоганна Даниэля Фельско (1813—1902). Окончил Рижскую лютеранскую конгрегациональную школу. Работал вместе с отцом по его проектам в течение трёх лет, с 1863 по 1865 год учился архитектурной школе Siegen в Вестфалии (Германия), затем отправился на учёбу в Берлин, в Академию архитектуры. Дополнил свой опыт и знания, работая у немецких архитекторов Германа фон дер Худе и Юлия Хеннике. С 1866 по 1867 год учился в Императорской Академии художеств, где был удостоен звания свободного художника.
По возвращении в Ригу работал в качестве инспектора зданий в рижском муниципалитете и, в то же время, преподавателем черчения и рисунка в Рижской ремесленной школе. С 1875 по 1887 год Фельско был помощником профессора Иоганна Коха и Густава Хилбига в Рижском политехническом институте.

## Известные работы

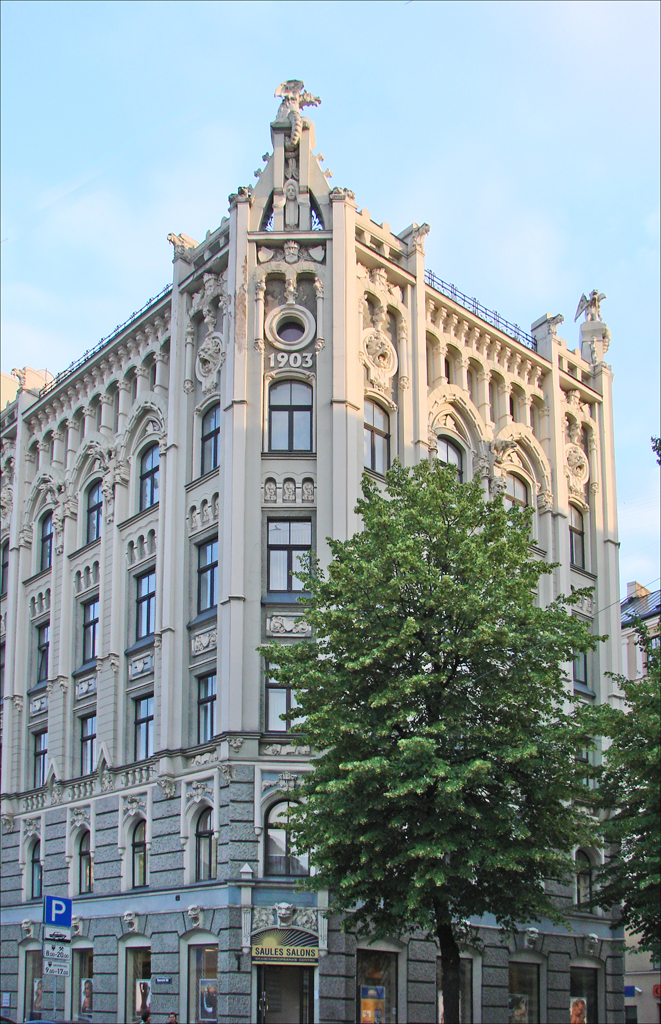
д. 28 по улице Блауманя в Риге

По проектам Карла Фельско построено более 115 многоэтажных жилых, общественных и промышленных зданий. Работал в стиле эклектика, среди его построек, в первую очередь, многоквартирные дома в Риге, их отличают филигранные элементы отделки фасадов — карнизы, фронтоны, гирлянды, картуши, гермы и т. д. С распространением в Риге в начале XX века стиля модерн снизил свою продуктивность.
Фельско принадлежат д. 3, 4, 6 и 9 на улице Ю. Алунана (1897, 1897, 1879 и 1885), д. 4 и 12 по улице Элизабетес (1883 и 1897), д. 10 на бульваре Калпака (1884), д. 28 по улице Блауманя (1903) и в других местах. В Старой Риге ему принадлежат д. 7 и 12 по улице Смилшу (1890 и 1897), д. 28 на улице Грециниеку (1896), д. 7 и 21 на улице Вальню (1894 и 1893), д. 13 на улице Шкюню (1894). Последний, как и многие другие в Старой Риге, были перестроены из старого здания. Д. 18 на улице Калькю (1884), например, был надстроен на два этажа, сохранив элементы в стиле барокко на нижней части здания.
Фельско с 1889 по 1891 год было реконструировано двухэтажное здание по соседству с Домом Черноголовых, принадлежавшее торговцу Э. Шмидту.
К сожалению, часть построек в настоящее время утрачена, например, д. 175 по улице Бривибас (1898, снесён в 1988). Разрушен торговый корпус Якш (1900—1901), построенный в сотрудничестве с архитектором Карлом Нейбургером; в своё время самый современный универмаг во всём городе. Старожилы Риги до сих пор помнят его богатый из керамической плитки фасад нюрнбергского архитектора Теодора Ойриха. Корпус имел стальные конструкции и один из первых электрических лифтов в Риге.